# گوتلیب شوماخر
گوتلیب اشماچر (آلمانی: Gottlieb Schumacher؛ ۱۸۵۷ – ۱۹۲۵) یک باستان‌شناس و معمار اهل آلمان بود.